# BMT Broadway Line
A Linha de Broadway (BMT), em inglês:  BMT Broadway Line é uma das linhas de trânsito rápido do metrô de Nova Iorque.  Foi inaugurada em 4 de setembro de 1917 (107 anos). Esta linha é uma secção da rede ferroviária que é operada pelo BMT (em inglês:  Brooklyn–Manhattan Transit Corporation), que é uma subdivisão da Divisão B do Metrô de Nova Iorque.

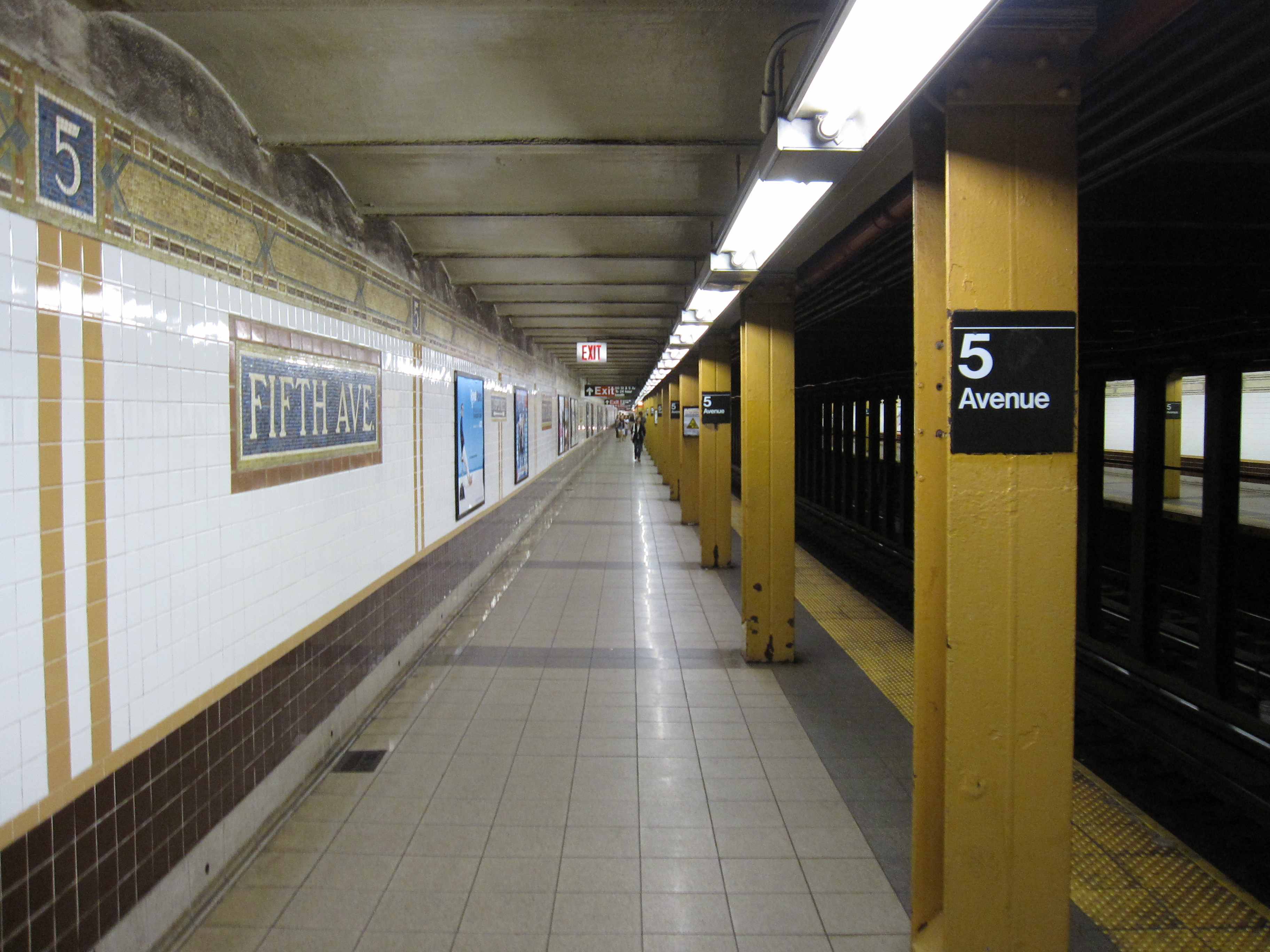
Estação Fifth Avenue–59th Street da linha BMT Broadway c.2010.